# Coenonycha ovipennis
Coenonycha ovipennis är en skalbaggsart som beskrevs av Horn 1876. Coenonycha ovipennis ingår i släktet Coenonycha och familjen Melolonthidae. Inga underarter finns listade i Catalogue of Life.